# Oněga
Oněga (rusky Онега) je řeka na severu evropské části Ruska v Archangelské oblasti. Je 418 km dlouhá. Povodí má rozlohu 56 900 km².

## Průběh toku
Odtéká z jezera Lača a teče vlnitou rovinou. Úseky široké až 450 m se střídají se zúženími až na 40 m, kde se nacházejí peřeje. Ve vzdálenosti 75 km od ústí se rozděluje na Velkou a Malou Oněgu v délce 20 km. Při ústí vytváří deltu s hlavními rameny Dvinským a Karelským, které jsou rozdělené ostrovem Kij. Ústí do Oněžské zátoky Bílého moře.

### Přítoky
- zleva – Kena, Iksa, Koža, Poňga
- zprava – Vološka, Moša, Kodina

## Vodní režim
Zdroj vody je smíšený s převahou sněhového. Průměrný roční průtok vody při odtoku z Lači činí 74,1 m³/s a v ústí 505 m³/s. Maximální v ústí dosahuje 4530 m³/s a minimální 82,6 m³/s. Průtok na horním toku je regulován jezery. Nejvyšších vodních stavů dosahuje od května do června a nejnižších v březnu. Rozsah kolísání hladiny činí u odtoku z Lači 3,4 m, na středním toku 9,7 m a na dolním toku 6 m. V ústí dosahuje příliv až 1,5 m. Zamrzá na konci října až na začátku prosince a na peřejích až v lednu. Rozmrzá v polovině dubna až v květnu.

## Využití
Řeka je splavná a vodní doprava je možná na oddělených úsecích. Na řece leží města Kargopol a Oněga. V ústí se loví losos obecný a navaga evropská.